# 第51回全日本実業団ハンドボール選手権大会
第51回全日本実業団ハンドボール選手権大会（だい51かいぜんにほんじつぎょうだんハンドボールせんしゅけんたいかい）とは、2010年7月7日から7月11日にかけて、徳島県の徳島市立体育館・北島北公園総合体育館にて行われたハンドボールの大会である。男子12チーム、女子6チームによって争われた。
男子は予選トーナメントのあと、上位4チームによる決勝リーグと順位決定トーナメント。女子は予選リーグ戦のあと決勝トーナメントにより順位を決定した。

## 男子

### 順位
1位：大崎電気、2位：大同特殊鋼、3位：トヨタ車体、4位：湧永製薬、5位：トヨタ紡織九州、6位：Honda、7位：北陸電力、8位：豊田合成、9位：HC山口、10位：八光自動車、11位：セントラル自動車、12位：トヨタ自動車

### 個人表彰
- 優秀監督賞：岩本真典
- MVP：豊田賢治
- ベストセブン：浦和克行・宮﨑大輔・豊田賢治・末松誠・岸川英誉・渡久川兼太・門山哲也
- 最優秀新人賞：樋口睦

## 女子

### 順位
1位：ソニーセミコンダクタ九州、2位：北國銀行、3位：オムロン、4位：香川銀行T･H、5位：広島メイプルレッズ、6位：三重バイオレットアイリス

### 個人表彰
- 優秀監督賞：郭惠靜
- MVP：張素姫
- ベストセブン：中島亜樹・高栖由香・高橋恵・上町史織・若松里佳・藤井紫緒・塩田沙代
- 最優秀新人賞：田口舞